# Hypetraxx
Hypetraxx är ett tyskt musikprojekt inom house- och trancegenrena, som grundades 1993 av DJ:en Frank Kuchinke och producenten Sean Dexter (artistnamn för Cengiz Özmaden). Hypetraxx är förmodligen mest känt för darktrance-låten "The Darkside" från 1999 med sin utmärkande 6/8-takt.

## Diskografi

### Album
- 2000 – Tales From the Darkside

### Singlar
- 1996 – "Do U Love Me?"
- 1996 – "Whop Your Body"
- 1999 – "Interceptor"
- 1999 – "The Darkside"
- 2000 – "See the Day"
- 2001 – "Paranoid"
- 2002 – "Send Me An Angel"
- 2003 – "Ich Bin So"
- 2003 – "The Promiseland"
- 2004 – "Dead Or Alive"